# West Japan Railway Company

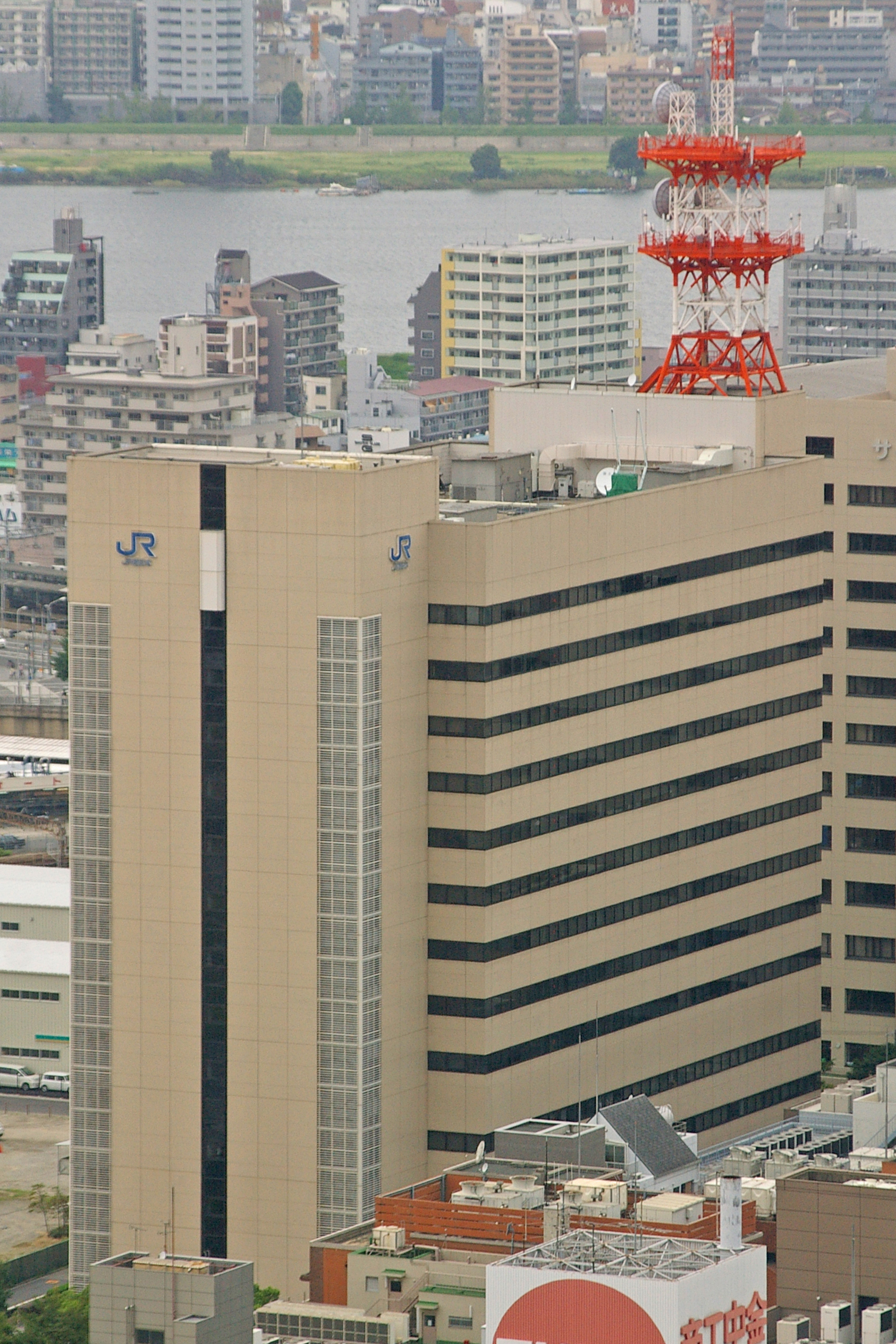
Hoofdkantoor van JR West in Kita-ku, Osaka

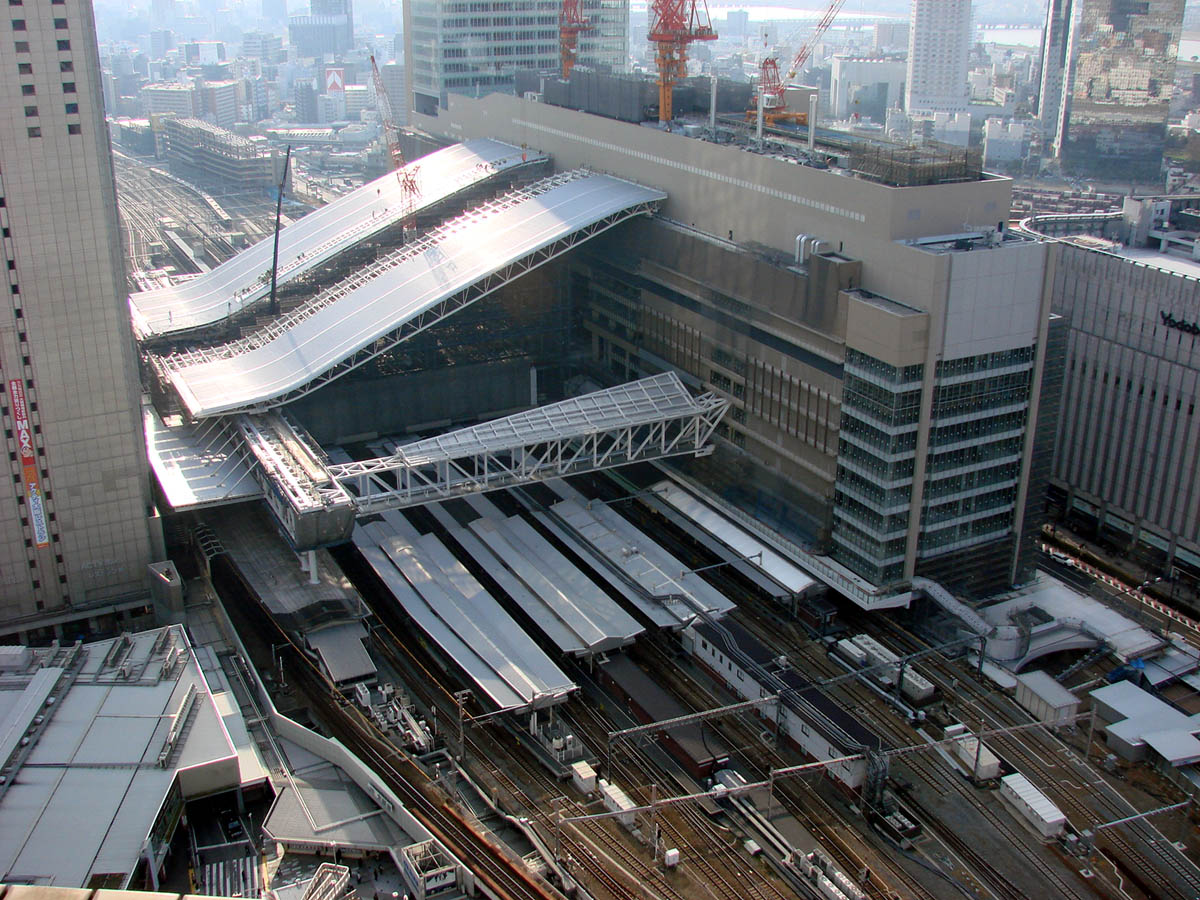
Station Osaka

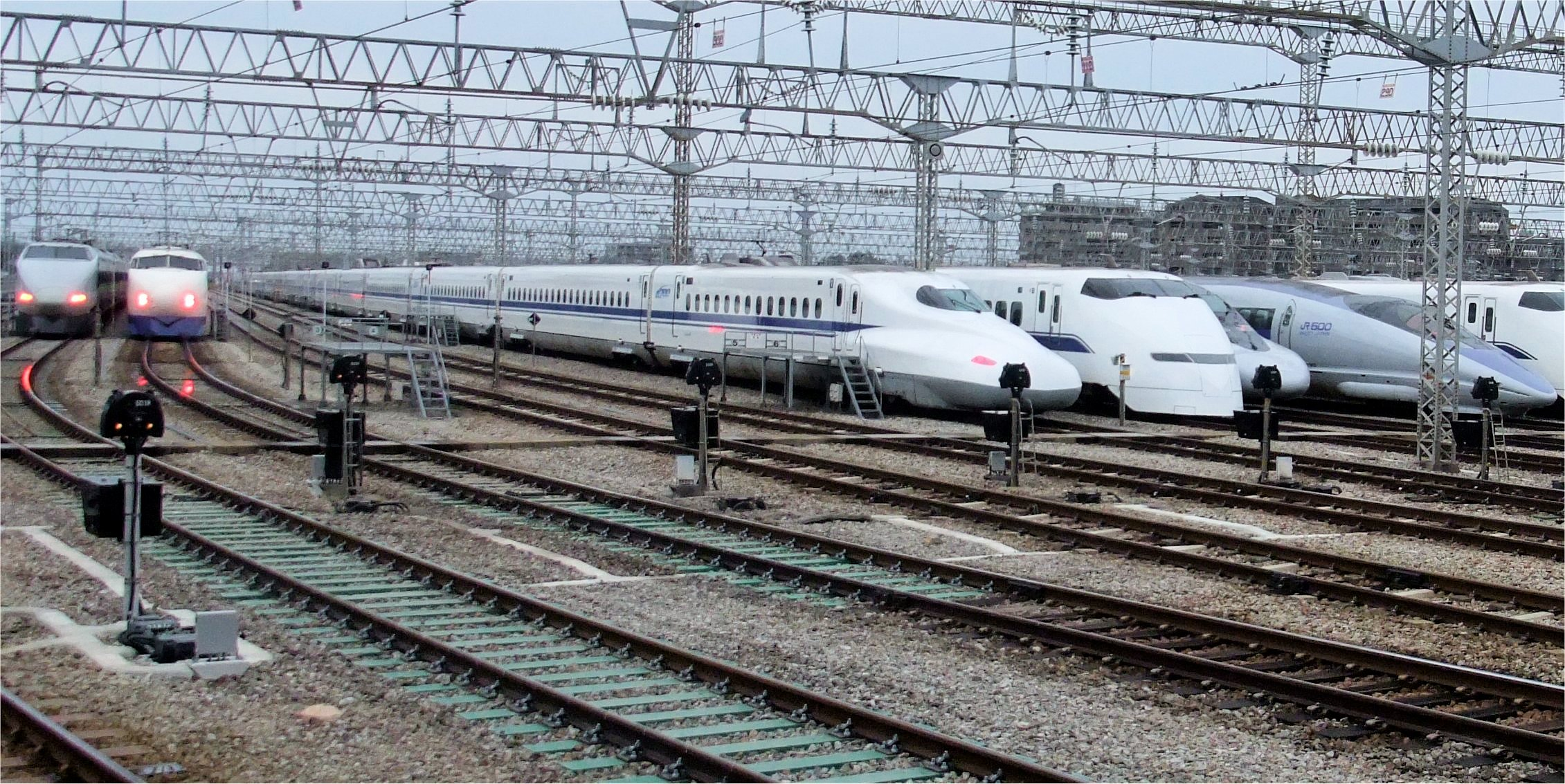
JR West Shinkansen

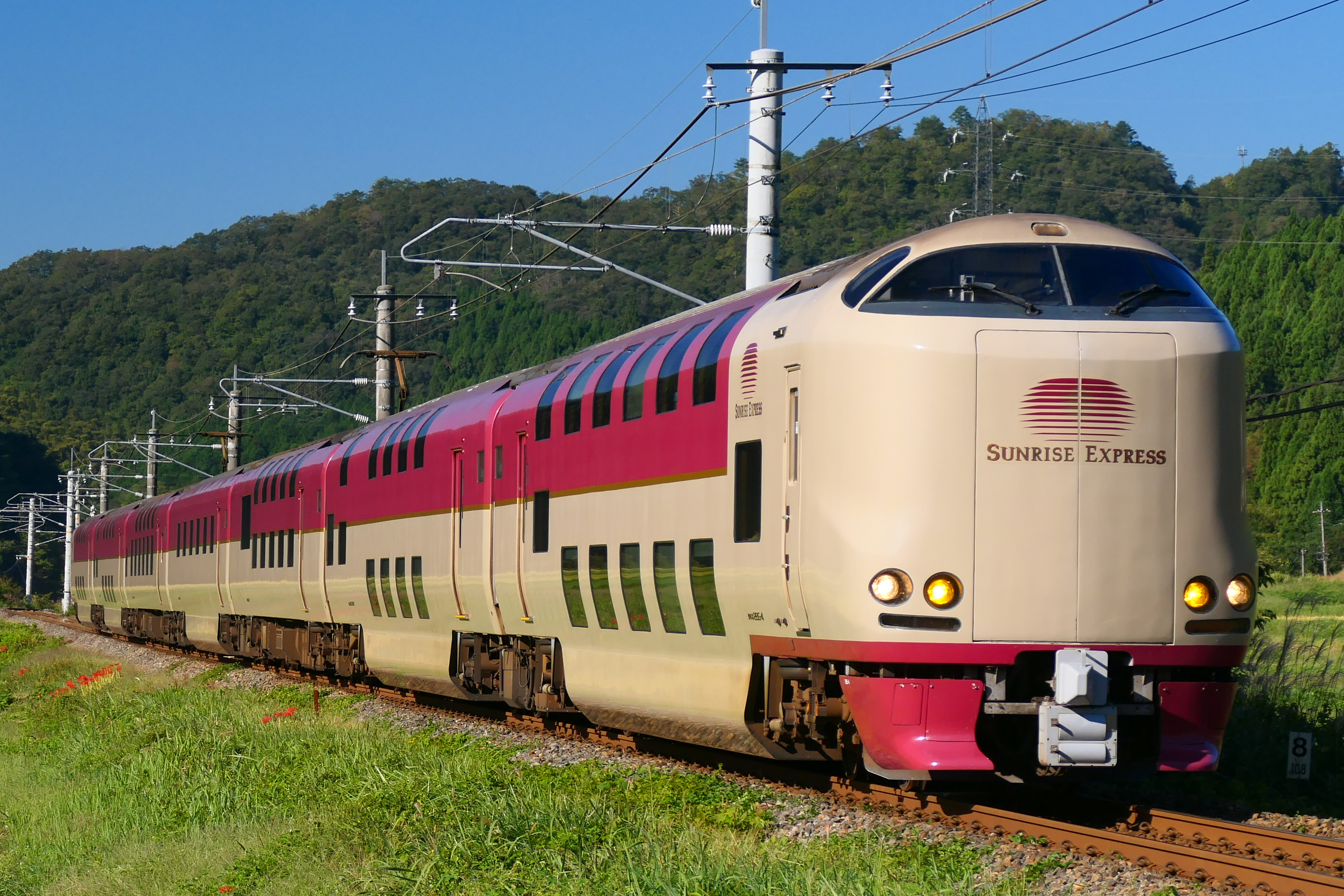
285 reeks EMU "Sunrise Izumo"

West Japan Railway Company (Japans: 西日本旅客鉄道株式会社; Nishi-Nihon Ryokaku Tetsudō Kabushiki-gaisha), dat ook bekend is als JR West (Japans: JR西日本 ; Jeiāru Nishi Nihon), is een van de zeven onderdelen van de JR-groep. De maatschappij is actief in het westen van Honshu.

## Geschiedenis
JR West werd op 1 april 1987 opgericht als een naamloze vennootschap (kabushiki kaisha) toen de Japanese National Railways (JNR) werden geprivatiseerd. Hoewel het in naam een privatisering betrof, bleef de maatschappij gedurende nog een lange tijd volledig of gedeeltelijk eigendom van verschillende overheidsbedrijven. JR West werd pas in 2004 volledig aan het publiek verkocht. JR West is momenteel geregistreerd op de Tokyo Stock Exchange, Nagoya Stock Exchange, Osaka Securities Exchange en de Fukuoka Stock Exchange.

## Lijnen

### Sanyō Shinkansen
De belangrijkste lijn van JR West is de Sanyō Shinkansen (山陽新幹線) hogesnelheidslijn tussen Osaka en Fukuoka. Deze lijn alleen zorgt voor ongeveer 40% van de inkomsten van JR West.

### Stads- en streekvervoer
Het stedelijk netwerk van JR West heeft betrekking op de lijnen in de agglomeratie Osaka-Kobe-Kioto. Deze lijnen beslaan een afstand van 610 km met 245 stations. Deze lijnen zorgen eveneens voor ongeveer 40% van de inkomsten van JR West. De stations van dit netwerk zijn uitgerust voor het aanvaarden van de ICOCA-chipkaarten. Het treinverkeer is quasi volledig geautomatiseerd en tijdens de piekuren rijden er om de 2 min treinen.
Het stedelijk netwerk van JR West heeft in de regio rond Osaka concurrentie van een aantal private maatschappijen, de "grote 4" genaamd, met name Hankyu/Hanshin Railway (Hankyu heeft Hanshin overgenomen in 2005), Keihan Railway, Kintetsu en Nankai Railway. Het marktaandeel van JR West in deze regio is ongeveer even groot als dat van de grote vier samen. Dit is grotendeels toe te schrijven aan het uitgebreide netwerk en de hogesnelheidstreinen (“Special Rapid Service” treinen tussen Kobe en Kioto halen snelheden tot 130 km/h).
- Biwako-lijn (琵琶湖線)
- Katamachi-lijn (Gakkentoshi-lijn) (片町線/学研都市線)
- Hanwa-lijn (阪和線)
- Kansai-kuko-lijn (関西空港線)
- JR Kobe-lijn (JR神戸線)
- Kosei-lijn (湖西線)
- JR Kioto-lijn (JR京都線)
- Nara-lijn (奈良線)
- Osaka-ringlijn (大阪環状線)
- Osaka Higashi-lijn (in aanbouw)
- Sagano-lijn (嵯峨野線)
- JR Takarazuka-lijn (JR宝塚線)
- JR Tozai-lijn (JR東西線)
- Yamatoji-lijn (大和路線)
- JR Yumesaki-lijn (JRゆめ咲線)

### Intercity en regionale lijnen
Intercity lijnen
- Fukuchiyama-lijn (福知山線)
- Hakubi-lijn (伯備線)
- Hokuriku-lijn (北陸本線)
- Kansai-lijn (関西本線)
- Kisei-lijn (紀勢本線)
- San'in-lijn (山陰本線)
- Sanyō-lijn (山陽本線)
- Tōkaidō-lijn (東海道本線)

Regionale lijnen
- Ako-lijn(赤穂線)
- Bantan-lijn(播但線)
- Fukuen-lijn(福塩線)
- Gantoku-lijn(岩徳線)
- Geibi-lijn(芸備線)
- Inbi-lijn(因美線)
- Kabe-lijn(可部線)
- Kakogawa-lijn(加古川線)
- Kibi-lijn(吉備線)
- Kishin-lijn(姫新線)
- Kisuki-lijn(木次線)
- Kure-lijn(呉線)
- Ohama-lijn(小浜線)
- Oito-lijn(大糸線)(Minamiotari- Itoigawa)
- Onoda-lijn(小野田線)
- Sakai-lijn(境線)
- Sanko-lijn(三江線)
- Tsuyama-lijn(津山線)
- Ube-lijn(宇部線)
- Uno-lijn(宇野線)
- Wakayama-lijn(和歌山線)
- Yamaguchi-lijn(山口線)

## Dochterondernemingen
- Chūgoku JR Bus Company – Busbedrijf dat intercitylijnen uitbaat
- Nippon Travel Agency
- Sagano Scenic Railway
- West Japan JR Bus Company - Busbedrijf dat intercitylijnen uitbaat
- West Japan Railway Hotel Development Company – eigenaar van Hotel Granvia in Kioto
- West Japan Railway Isetan – een joint venture met de warenhuisketen Isetan; Het Isetan warenhuis in het station van Kioto.

JR West exploiteert ook een ferrydienst tussen Hiroshima en het eiland Miyajima.